# Nimrod-Gruppe
Die Nimrod-Gruppe war eine Inselgruppe, die 1828 von der Nimrod unter Kapitän Eilbeck auf der Fahrt von Sydney nach Kap Hoorn gesichtet worden sein soll. Die ungefähre Lage war bei 56° S, 158° W.
Versuche, die Inseln wiederzufinden, scheiterten: 1831 suchte John Biscoe Robbenfangplätze im Südpazifik und fand bei den Koordinaten von Nimrod nur offenes Meer.
John King Davis konnte 1909 auf der Rückfahrt von der Nimrod-Expedition mit der zufällig gleichnamigen Nimrod weder die Nimrod-Gruppe, noch die Phantominseln Dougherty und Emerald finden. Weitere erfolglose Versuche unter J. P. Ault mit der Carnegie (1915) und Lars Christensen mit der Norvegia (1930) folgten.

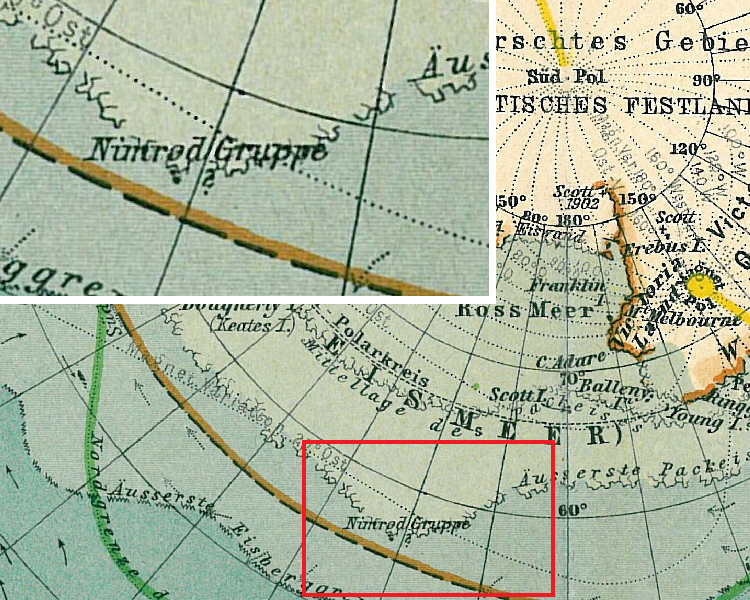
Ausschnitt einer Karte von 1906 mit fraglichem Eintrag